# Toyo Tanaka
Toyo Masanori Tanaka (* in Tokio, Japan; † Ende Juli 2015 in München, Deutschland) war ein japanischer Musiker, Schauspieler, Opernregisseur und Festivalleiter.

## Leben
Tanakas Vater ist Komponist, die Mutter Opernsängerin. Nach dem Oberschulabschluss studierte er Psychologie und Literatur an der Keiō-Universität sowie Schauspiel, Dramaturgie und Regie am Actor-Studio Tokyo. Seine Tante, die Sängerin Michiko de Kowa-Tanaka, holte ihn zum Studium nach Deutschland. Tanaka nahm Schauspielunterricht an der Max-Reinhardt-Schule Berlin und studierte Gesang, Klavier und Komposition an der Universität der Künste Berlin.

### Filmkarriere
Schon während des Studiums war Toyo Tanaka als Schauspieler erfolgreich und spielte Theater in Berlin, München, Stuttgart, Düsseldorf, Hamburg, Zürich und St. Gallen, wirkte in vielen Kinofilmen mit, wie Dorian Gray im Spiegel der Boulevardpresse, Der Sommer des Samurai oder Sterben ist gesünder, in Fernsehfilmen wie Die kluge Witwe, Momoko oder Geschäfte und in Fernsehserien wie Büro, Büro, Tatort, Großstadtrevier, Alarm für Cobra 11 oder Flash, einer Co-Produktion des ZDF Mainz/BBC London/RAI Rom/Antenne 2 Paris.

### Opernregie und künstlerische Leitung
Toyo Masanori Tanaka führte als Regisseur bei etwa 300 Hörspielen und Hörbüchern Regie und hatte die künstlerische Leitung unter anderem bei der Reihe Ansichten eines Präsidenten initiiert von dem Bundespräsidenten Roman Herzog und weitergeführt von dem Bundespräsidenten Johannes Rau mit Brigitte Fassbaender, Siegfried Jerusalem, René Kollo und Solisten der Komischen Oper Berlin im Schloss Bellevue Berlin und der Verleihung des Warburg-Preises an George Bush, Präsident der Vereinigten Staaten von Amerika, mit Bundeskanzler Gerhard Schröder und Solisten der Komischen Oper Berlin im Schloss Charlottenburg Berlin. Künstlerische Leitung bei Konzerten und Veranstaltungen der Alfred-Herrhausen-Gesellschaft mit Stella Grigorian, Ophelia Sala, Neil Shicoff, Sir Ben Kingsley, Mario Adorf, Klaus Maria Brandauer, Jürgen Flimm, Ioan Holender, Udo Zimmermann, Sir Simon Rattle, den Wiener Sängerknaben, den 12 Cellisten der Berliner Philharmoniker in der Philharmonie Berlin. Künstlerischer Leiter der Salzburger Begegnungen mit Pierre Boulez im Rahmen der Salzburger Festspiele. Regie u. a. Händel, „Acis und Galatea“ mit Annette Dasch, dem Orchester Favola in Musica, Dirigent: Christoph Hammer im Pergamon-Altar im Pergamon Museum Berlin und Monteverdi/Gluck „Orfeo und Euridice“ in der Rotunde im Alten Museum Berlin.

### Künstlerischer Direktor und Festivalleiter
Seit 2003 war Toyo Masanori Tanaka künstlerischer Direktor des Festival MúsicaMallorca. Dazu gratulierten: u. a. Christa Ludwig, Angelika Kirschlager, Barbara Bonney, Mauricio Pollini, Leo Nucci, Ruggero Raimondi, Placido Domingo. Thomas Hampson, Zubin Mehta. Unter seiner Leitung wurde das Festival MúsicaMallorca weit über die Balearen hinaus zu einem hochgelobten, weltweit anerkannten Festival für Klassische Musik. Seine Philosophie, jungen Musikern und Sängern an der Seite von renommierten Künstlern eine Plattform für professionelle Auftritte zu geben, wurde ein großer Erfolg. Seit 2013 war er auch Intendant des Festivals MúsicaMallorca.
Im Jahr 2014 wurde Toyo Masanori Tanaka zum künstlerischen Direktor des Festival Musica Allegro im Landgut A. Borsig / Brandenburg ernannt.

### Gründer und Künstlerischer Leiter der Meisterklasse
Internationale Aufmerksamkeit und Anerkennung erhielt Toyo Masanori Tanaka durch die Gründung der MúsicaMallorca Meisterklasse Gesang. Sein persönliches Anliegen war die konstante Förderung und Pflege junger hochtalentierter Sängerinnen und Sänger. 

### Privates
Ende Juli 2015 verstarb Toyo Tanaka im Alter von 57 Jahren in einem Münchner Krankenhaus an Bauchspeicheldrüsenkrebs. Die Krankheit war nur drei Wochen zuvor festgestellt worden. Er wurde in seiner Wahlheimat München in kleinstem Kreis beigesetzt.